# Buthus pygmaeus
Espèce
Buthus pygmaeus est une espèce de scorpions de la famille des Buthidae.

## Répartition
Cette espèce est endémique du Somaliland en Somalie. Elle se rencontre dans les environs de Laas Dhuure et de Laas Ciidle.

## Description
Le mâle holotype mesure 36,84 mm et la femelle paratype 40,37 mm.

## Systématique et taxinomie
Cette espèce a été décrite par Kovařík, Lowe, Šťáhlavský et Elmi en 2025.

## Étymologie
Son nom d'espèce lui a été donné en référence à sa petite taille.

## Publication originale
- Kovařík, Lowe, Šťáhlavský & Elmi, 2025 : « Scorpions of the Horn of Africa (Arachnida: Scorpiones). Part XXXIX. Buthus pygmaeus sp. n. from Somaliland (Buthidae). » Euscorpius, no 415, p. 1–14 (texte intégral).